# Dolina Roztoki (Dolina Huciańska)

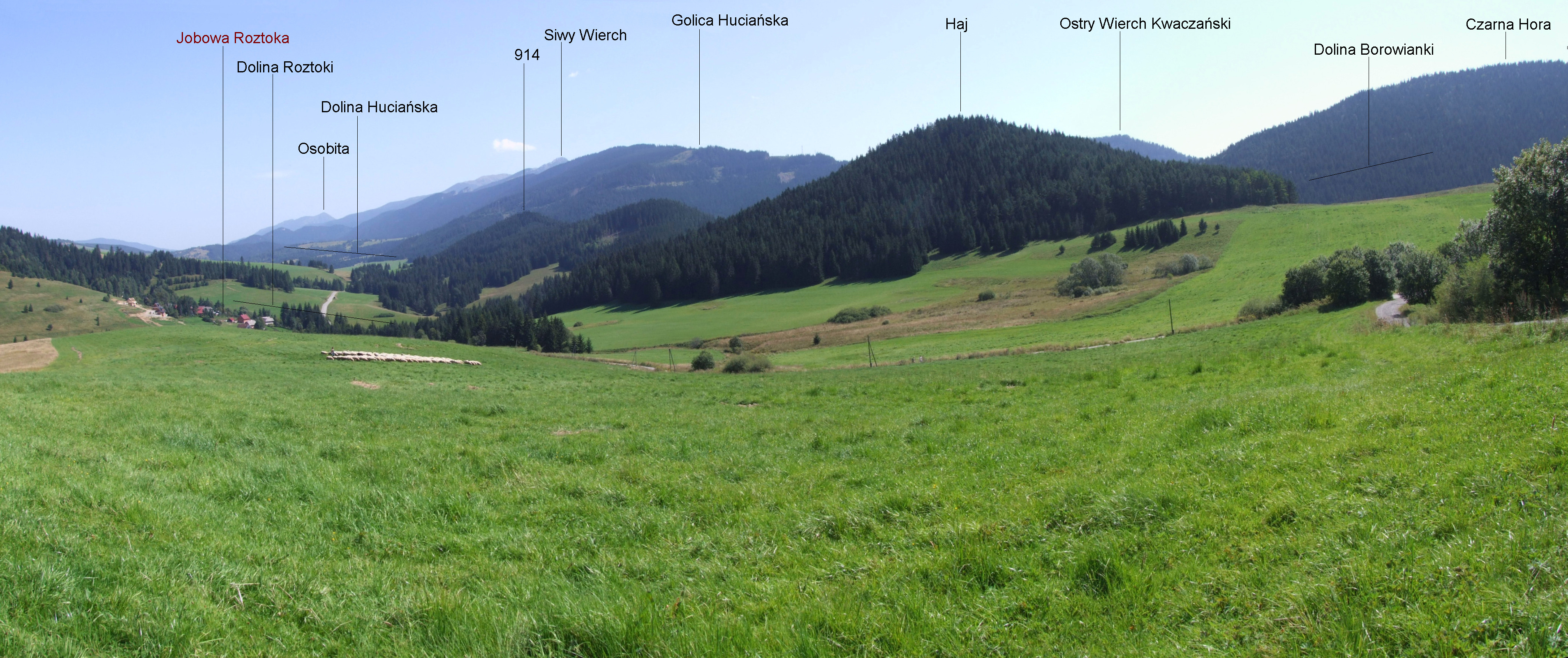
Środkowa część Doliny Roztoki

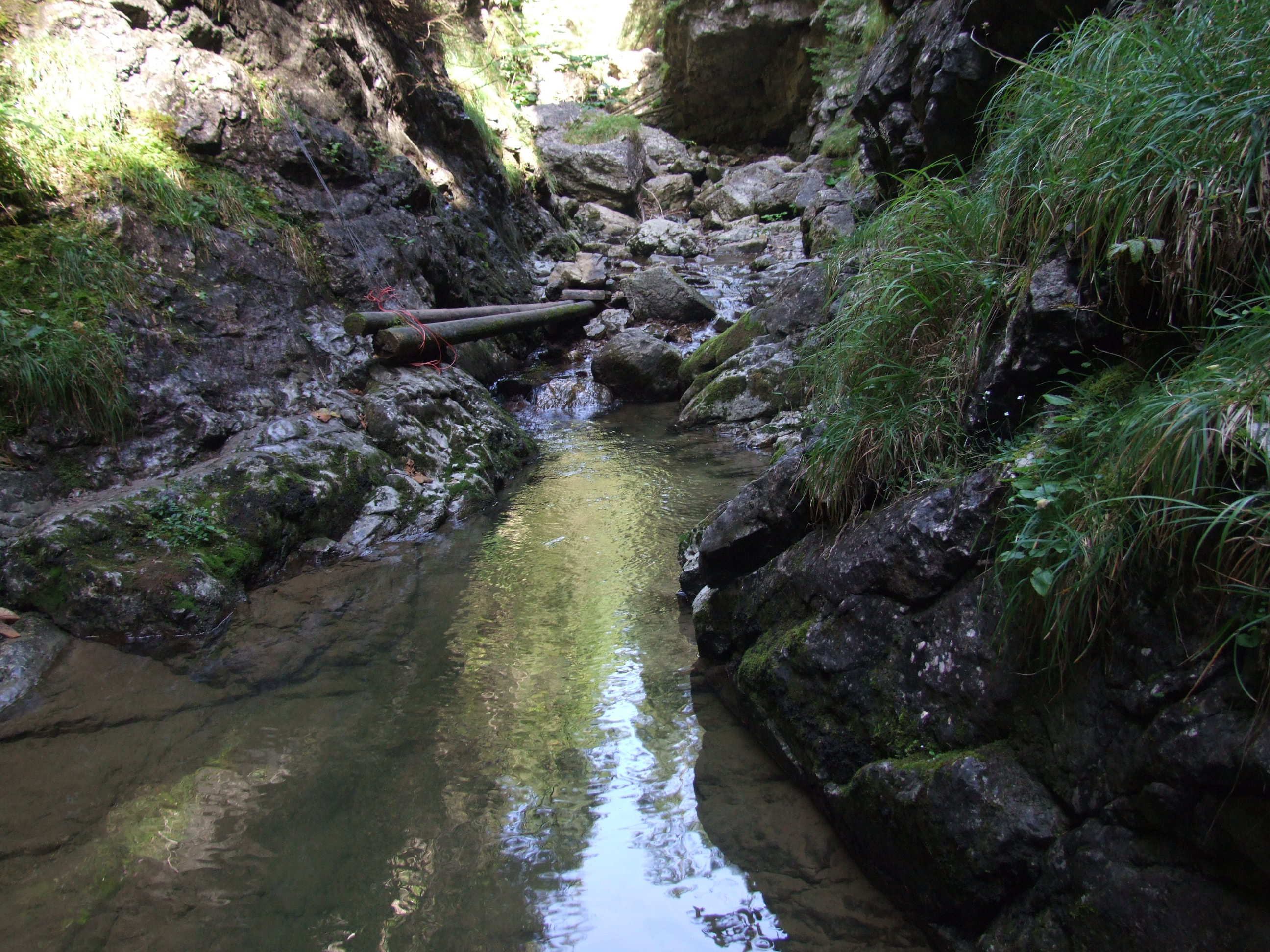
Dolna część Doliny Roztoki (powyżej Roztockiego Wodospadu)

Dolina Roztoki (słow. dolina Ráztoka, Ráztoka) – niewielka dolina będąca orograficznie prawym odgałęzieniem Doliny Huciańskiej (górna część Doliny Kwaczańskiej) na Słowacji. Takie jest ujęcie niektórych polskich źródeł. Na słowackich mapach Dolina Huciańska jednak nie jest wyróżniana – cała dolina od Kwaczan aż po Huciańską Przełęcz jest nazywana Doliną Kwaczańską i w takim ujęciu Dolina Roztoki jest odgałęzieniem Doliny Kwaczańskiej. Znajduje się w Rowie Huciańskim i w Górach Choczańskich.
Dolina Roztoki ma swój górny koniec pomiędzy wzniesieniami Súšava (1077 m) i Polianky (1066 m). Opada w  południowo-wschodnim kierunku i na wysokości około 750 m w Obłazach uchodzi do Doliny Huciańskiej (lub Kwaczańskiej, w zależności od ujęcia). Orograficznie prawe zbocza doliny tworzy odchodzący od Súšavy grzbiet, który opada poprzez bezleśny Grúň (961 m) i kończy się lesistym wzniesieniem Haj (949 m). Zbocza lewe tworzy grzbiet opadający od Polanky poprzez Klin (945) do zalesionego wzgórza 914 m naprzeciwko Haja.
Dnem doliny spływa Roztocki Potok (Ráztoka, Ráztocký potok). Dolina Roztoki znajduje się na obszarze miejscowości Wielkie Borowe. Jej górna część to duże łąki, w środkowej części znajduje się osiedle Jobowa Roztoka (Jóbova Ráztoka). Najciekawsza przyrodniczo jest dolna część doliny pomiędzy Hajem i wzgórzem 914 m. Włączona została do rezerwatu przyrody Kvačianska dolina. Roztocki Potok wyżłobił tutaj w wapiennych skałach głębokie i wąskie koryto zwane Wąwozem Roztoki (tiesňava Ráztoka). Tworzy wiele niewielkich wodospadów i baniorów. Największy z nich – Roztocki Wodospad ma wysokość 8 m i znajduje się tuż powyżej górnego końca Obłazów. Jest udostępniony turystycznie. Cała pozostała część dolnego końca Doliny Roztoki jest na obszarze rezerwatu turystycznie niedostępna.